# Baldur's Gate
Baldur's Gate este o serie de jocuri video de rol care au loc în campania Forgotten Realms Dungeons & Dragons. Jocul a dat naștere a două serii, cunoscute sub numele de Bhaalspawn Saga și Dark Alliance, ambele având loc în principal în Western Heartlands, dar Bhaalspawn Saga  se extinde și în Amn⁠(d) și Tethyr. Seria Dark Alliance a fost lansată pentru console și a avut un succes critic și comercial. Bhaalspawn Saga a fost apreciată de critici pentru utilizarea modului de joc în timp real cu pauză și este considerat jocul care a revitalizat genului jocurilor de rol pe computer (CRPG).
Bhaalspawn Saga a fost dezvoltată inițial de BioWare pentru computere personale. În 2012, Atari a dezvăluit că Beamdog⁠(d) și Overhaul Games vor reface jocurile în HD. Seria Dark Alliance a fost programată inițial să fie dezvoltată de Snowblind Studios⁠(d), dar portarea a fost gestionată de Black Isle Studios, High Voltage Software și Magic Pockets, al doilea joc fiind dezvoltat de Black Isle.
Black Isle Studios a plănuit o a treia serie care să fie plasată în Dalelands și să fie un joc hack and slash exclusiv pentru PC, cu un joc în timp real cu pauză. Jocul nu ar fi fost conectat la seria Bhaalspawn Saga. Cu toate acestea, jocul a fost anulat când Interplay a renunțat la licența D&D PC în favoarea lui Atari.
Seria a fost reînviată în 2012 odată cu anunțul Baldur's Gate: Enhanced Edition, o actualizare a originalului Baldur's Gate cu un motor Infinity Engine îmbunătățit. Lansarea ediției îmbunătățite a marcat prima lansare a seriei în opt ani și a fost urmată de o ediție îmbunătățită al celui de-al doilea joc Baldur's Gate, ediție numită Baldur's Gate II: Enhanced Edition.
Beamdog a primit permisiunea de a dezvolta noi jocuri cu licență, cu două jocuri în dezvoltare, cu nume de cod Adventure Y și Adventure Z; Aventura Y s-a dezvăluit a fi Baldur's Gate: Siege of Dragonspear, o expansiune pentru Baldur's Gate: Enhanced Edition. Baldur's Gate III⁠(d) este în prezent în dezvoltare la Larian Studios⁠(d), creatorii seriei Divinity⁠(d).

## Jocuri
| Titlu                                      | Lansare            | Platformă                                                                                        | Note                                                |
| ------------------------------------------ | ------------------ | ------------------------------------------------------------------------------------------------ | --------------------------------------------------- |
| Baldur's Gate                              | 21 decembrie 1998  | Windows, Mac OS                                                                                  | Dezvoltat de BioWare                                |
| Baldur's Gate: Tales of the Sword Coast⁠(d) | 30 aprilie 1999    | Windows, Mac OS                                                                                  | Expansiune, dezvoltat de BioWare                    |
| Baldur's Gate II: Shadows of Amn⁠(d)        | 21 septembrie 2000 | Windows, Mac OS                                                                                  | Dezvoltat de BioWare                                |
| Baldur's Gate II: Throne of Bhaal⁠(d)       | 22 iunie 2001      | Windows, Mac OS                                                                                  | Expansiune, dezvoltat de BioWare                    |
| Baldur's Gate: Dark Alliance⁠(d)            | 04 decembrie 2001  | PS2, Xbox, GameCube, GBA, Windows, Mac OS, Linux, PS4, PS5, Xbox One, Xbox Series X/S⁠(d), Switch | Spin-off, dezvoltat inițial de Snowblind Studios⁠(d) |
| Baldur's Gate: Dark Alliance II⁠(d)         | 20 ianuarie 2004   | PS2, Xbox                                                                                        | Spin-off, dezvoltat de Black Isle Studios           |
| Baldur's Gate: Enhanced Edition⁠(d)         | 28 noiembrie 2012  | Windows, Mac OS, Linux, PS4, Xbox One, Switch, Android, iOS                                      | Ediție îmbunătățită; dezvoltat de Overhaul Games⁠(d) |
| Baldur's Gate II: Enhanced Edition⁠(d)      | 15 noiembrie 2013  | Windows, Mac OS, Linux, PS4, Xbox One, Switch, Android, iOS                                      | Ediție îmbunătățită; dezvoltat de Overhaul Games    |
| Baldur's Gate: Siege of Dragonspear⁠(d)     | 31 martie 2016     | Windows, Mac OS, Linux, PS4, Xbox One, Switch, Android, iOS                                      | Expansiune, dezvoltat de Beamdog⁠(d)                 |
| Dungeons & Dragons: Dark Alliance⁠(d)       | 22 iunie 2021      | Windows, PS4, PS5, Xbox One, Xbox Series X/S⁠(d)                                                  | Dezvoltat de Tuque Games⁠(d)                         |
| Baldur's Gate III⁠(d)                       | 3 august 2023      | Windows, Mac OS, PS5, Xbox Series X/S                                                            | Dezvoltat de Larian Studios⁠(d)                      |

Seria Baldur's Gate a adus progrese tehnice față de jocurile video de rol din trecut. Motorul Infinity  de la BioWare oferă o viziune izometrică a lumii pre-randată, cu caractere bazate pe sprite. Baldur's Gate a fost al treilea joc de calculator care a folosit limbajul de programare Lua. Motorul a fost folosit pentru seriile Planescape: Torment și Icewind Dale.
Jocurile se bazează pe o modificare în timp real a setului de reguli AD&D (Advanced Dungeons & Dragons) ediția a doua. Grupul jucătorului poate avea până la șase membri, fie creați de jucător conform regulilor AD&D, fie personaje non-jucătoare (NPC) recrutate de protagonist din lumea jocului. Numeroase misiuni secundare și răsturnări de situație sunt asociate cu anumite NPC-uri și pot fi activate dacă sunt găsite în grupul jucătorului. Printr-un dialog amplu, dependent de context, multe personaje din interiorul și din afara grupului jucătorului sunt dezvoltate și li se oferă un nivel suplimentar de complexitate.

### Seria originală
Primul joc din serie a fost Baldur's Gate și prezintă personajul jucătorului ca un orfan neputincios crescut în mănăstirea Candlekeep, la sud de Poarta lui Baldur și la nord de regatul Amn. Personajul principal îl caută pe ucigașul tatălui lor adoptiv Gorion și se implică în criza de fier din regiune, în timp ce se luptă pentru a rămâne în viață. Un pachet de expansiune pentru Baldur's Gate numit Tales of the Sword Coast nu a adăugat nimic la povestea principală, dar i-a oferit protagonistului mai multe zone de explorat de-a lungul Sword Coast, inamici mai puternici, mai multe vrăji și echipamente mai bune. De asemenea, permite personajului jucătorului să atingă niveluri mai înalte de experiență, a făcut unele modificări generale în joc și a modificat bătălia finală a jocului original.
Continuarea lui Baldur's Gate a fost Baldur's Gate II: Shadows of Amn. Personajul principal este capturat de Jon Irenicus și trebuie să evadeze în orașul Athkatla, capitala Amn. Aici protagonistul se confruntă cu mai multe moduri diferite de a afla motivul din spatele capturii, în timp ce călătorește prin regiunea Amn și Underdark. Jocul prezintă o serie de inovații față de primul joc Baldur's Gate, inclusiv specializarea în continuare a claselor de personaje, grafică mai bună și niveluri de putere mai ridicate. De asemenea, a permis mai multă interacțiune cu NPC-urile care pot fi adăugați grupului, inclusiv prietenii, relații de dragoste și interacțiunile propriilor membri ai grupului între ei. Throne of Bhaal este un pachet de expansiune pentru Baldur's Gate II: Shadows of Amn și include atât o extindere a jocului original, cum ar fi noi zone de explorat, cât și o concluzie a intrigii Bhaalspawn începută în primul joc Baldur's Gate.
Al treilea titlu principal, Baldur's Gate III, va fi dezvoltat de Larian Studios⁠(d) în parteneriat cu Wizards of the Coast, care deține licența pentru Dungeons & Dragons IP. Este de așteptat să fie lansat la o dată încă nedezvăluită pentru sistemele Windows și ca titlu pentru serviciul Stadia.

### Dark Alliance
Jocul de rol de acțiune Baldur's Gate: Dark Alliance a fost dezvoltat de Snowblind Studios⁠(d) și alte companii și a fost lansat în 2001 pentru consola PlayStation 2, iar mai târziu pentru consolele de jocuri video Xbox și GameCube. Jocul are loc în orașul Baldur's Gate și zona înconjurătoare și are loc în campania D&DForgotten Realms, cu un set de reguli derivat din cea de-a treia ediție Dungeon &amp; Dragons; intriga nu are legătură cu jocurile anterioare pentru PC. Versiunea pentru consolă a folosit o vizualizare de sus la persoana treia  și un joc în stil hack-and-slash dungeon crawl. O versiune Game Boy Advance a fost lansată în 2004, cu o calitate grafică redusă folosind o perspectivă de tip izometric 2.5D. În timp ce toate portările au fost foarte bine primite, originalul pentru PlayStation 2 a fost singurul care a câștigat apreciere universală.
O continuare, Baldur's Gate: Dark Alliance II a fost dezvoltată de Black Isle Studios și lansată în 2004 pentru PlayStation 2 și Xbox; jocul a folosit același stil de joc ca și originalul și a fost, de asemenea, evaluat pozitiv. Stilul de joc a fost extins pentru a face jocul mai asemănător cu un joc de rol, a fost adăugată capacitatea de a crea arme, armuri și amulete, Baldur's Gate a devenit un oraș hub cu adăugarea unei hărți a lumii și posibilitatea de a călători înapoi în zone, făcând jocul o lume deschisă, precum și multe alte misiuni secundare au fost adăugate și capacitatea de îmbunătățire a nivelului clasei personajelor.
În martie 2019, Tuque Games⁠(d) a anunțat că dezvoltă un joc Dungeons & Dragons în parteneriat cu Wizards of the Coast. Wizards of the Coast a achiziționat apoi Tuque Games în octombrie 2019. Jocul Dungeons &amp; Dragons: Dark Alliance a fost anunțat oficial cu un trailer prezentat în timpul The Game Awards 2019, pe 12 decembrie 2019. Șeful studioului Tuque Games, Jeff Hattem, a descris jocul ca un „succesor spiritual” al jocurilor anterioare Dark Alliance, mai degrabă decât o continuare directă. Hattem și designerul principal de jocuri Kevin Neibert au clarificat, de asemenea, că Dungeons & Dragons: Dark Alliance va folosi perspective mai „intime” la persoana a treia, mai degrabă decât perspectiva izometrică tradițională 2.5D a jocurilor anterioare Dark Alliance.

### Ediții îmbunătățite
Jocul original a fost refăcut în 2012 de Overhaul Games, devenind ulterior Beamdog, la 14 ani după lansarea jocului original. A fost relansat pe mai multe platforme ca Baldur's Gate: Enhanced Edition⁠(d), o colecție a jocului original și a expansiunii sale Tales of the Sword Coast. O nouă expansiune numită Baldur's Gate: Siege of Dragonspear⁠(d) a fost lansată la 31 martie 2016.
La 15 martie 2012, a fost anunțat Baldur's Gate II: Enhanced Edition⁠(d). A fost dezvoltat de Overhaul Games pentru PC, Mac și iPad. Dispune de „o versiune re-forjată a motorului Infinity cu o varietate de îmbunătățiri moderne”. Baldur's Gate II: Enhanced Edition a fost anunțat ca o exclusivitate pentru Beamdog, care va prezenta conținut nou și compatibilitate cu ecranul lat și va continua să utilizeze regulile D&D din a doua ediție. De atunci, Beamdog a făcut și versiuni îmbunătățite ale altor jocuri Infinity Engine, inclusiv Icewind Dale, Planescape: Torment și Neverwinter Nights.
Versiunile îmbunătățite au fost lansate pentru Nintendo Switch, PlayStation 4 și Xbox One în octombrie 2019.

## Adaptări
Philip Athans, editorul liniei de romane Forgotten Realms, a scris primele două romane din trilogia de romane Baldur's Gate: Baldur's Gate și Baldur's Gate II: Shadows of Amn, ambele sunt romane bazate pe intriga seriei de jocuri video. Romanele urmează schița de bază a poveștilor originale, dar evită mai multe dintre numeroasele intrigi secundare ale jocurilor și includ doar câteva dintre NPC-uri. Personajul principal Bhaalspawn este numit Abdel Adrian în romane. Al treilea roman, Baldur's Gate II: Throne of Bhaal, a fost scris de Drew Karpyshyn.
- Athans, Philip (iunie 1999). Baldur's Gate: A Novelization. Wizards of the Coast. ISBN 978-0-7869-1525-5.
- Athans, Philip (septembrie 2000). Baldur's Gate II: Shadows of Amn. Wizards of the Coast. ISBN 978-0-7869-1569-9.
- Karpyshyn, Drew (septembrie 2001). Baldur's Gate II: Throne of Bhaal. Wizards of the Coast. ISBN 978-0-7869-1985-7.

În iulie 2014, a fost anunțat lansarea unei benzi desenate intitulate Dungeons & Dragons: Legends of Baldur's Gate în octombrie 2014. Are loc la câteva generații după Throne of Bhaal și îl prezintă pe Minsc⁠(d) ca personaj principal. Este scris de Jim Zub și desenat de Max Dunbar. Face parte din a 40-a aniversare Dungeons & Dragons.

## Recepție și moștenire
| Joc                                        | GameRankings                            | Metacritic                              |
| ------------------------------------------ | --------------------------------------- | --------------------------------------- |
| Baldur's Gate                              | 92%                                     | 91%                                     |
| Baldur's Gate: Tales of the Sword Coast⁠(d) | 85%                                     | –                                       |
| Baldur's Gate II: Shadows of Amn⁠(d)        | 94%                                     | 95%                                     |
| Baldur's Gate II: Throne of Bhaal⁠(d)       | 89%                                     | 88%                                     |
| Baldur's Gate: Dark Alliance⁠(d)            | (PS2) 84% (Xbox) 83% (GC) 78% (GBA) 71% | (PS2) 87% (Xbox) 83% (GC) 79% (GBA) 76% |
| Baldur's Gate: Dark Alliance II⁠(d)         | (PS2) 81% (Xbox) 79%                    | (PS2) 78% (Xbox) 77%                    |
| Baldur's Gate: Enhanced Edition⁠(d)         | (PC) 78% (iOS) 72%                      | (PC) 78% (iOS) 73%                      |
| Baldur's Gate II: Enhanced Edition⁠(d)      | (PC) 77% (iOS) 71%                      | (PC) 78% (iOS) 70%                      |
| Baldur's Gate: Siege of Dragonspear⁠(d)     | (PC) 76%                                | (PC) 77%                                |

În 1999, Baldur's Gate a câștigat premiul Origins pentru cel mai bun joc de rol pe computer din 1998. În 2000, Baldur's Gate: Tales of the Sword Coast a câștigat premiul pentru cel mai bun joc de rol de joc pe computer din 1999.  Academy of Interactive Arts & Sciences⁠(d) a acordat jocului Baldur's Gate premiul AIAS pentru Jocul de rol al anului pentru PC. Baldur's Gate II: Throne of Bhaal și Baldur's Gate: Dark Alliance au câștigat ulterior premiile AIAS pentru Jocul de rol al anului, luând premiul pentru ambele categorii PC și Consolă în anul 2001.
Dark Alliance II a fost premiat ulterior cu Premiul RPG al anului 2004 de către site-ul web GameFan⁠(d) și a fost ulterior inclus în GameFan Hall of Fame.
Până în iunie 2001, seria a vândut peste 3,5 milioane de unități în întreaga lume.
Paul Dean de la PC Gamer a remarcat că seria „este în același timp despre cine sunt aceste personaje, cât și despre ce pot face”. El a considerat personajele din Baldur's Gate drept piatra de temelie a serialului și că unele dintre personaje au fost cei mai buni companioni RPG care au fost creați vreodată.